# Grupa Craiova
Grupa Craiova – zrzeszenie czterech państw Bałkanów – Bułgarii, Grecji, Rumunii i Serbii, którego celem jest pogłębianie współpracy energetycznej i transportowej państw należących do niej.

## Historia
Organizacja powstała 24 kwietnia 2015 podczas spotkania przywódców Bułgarii, Rumunii i Serbii w rumuńskim mieście Krajowa. Jak przyznał ówczesny premier Rumunii, Victor Ponta podczas pierwszego szczytu, grupa ta była wzorowana na Grupie Wyszehradzkiej. W październiku 2017 do Grupy dołączyła również Grecja. Spotkania w jej ramach odbywają się w różnych miastach państw członkowskich. 

## Cele
Celami Grupy Craiova są:
- integracja energetyczna i transportowa państw
- wzmocnienie sieci telekomunikacyjnych[6]
- budowa Balkan Stream(inne języki) (częściowo zakończona w 2021[7])
- pomoc Serbii w integracji europejskiej i dołączeniu do UE
- budowa autostrady łączącej Bukareszt, Sofię i Belgrad[3].

W czasie jednego ze spotkań w 2018 premier Bułgarii, Bojko Borisow, wysunął propozycję kandydatury państw członkowskich do organizacji Mistrzostw Świata w Piłce Nożnej 2030.